# スーパー・スクラル
スーパー・スクラル（Super-Skrull）、またはクラート（Kl'rt）は、マーベル・コミックが出版するアメリカン・コミックスに登場するキャラクターである。
なお、スーパー・スクラルは改造を受けたスクラル人の総称であるが、本項においては特記がない限り、前述のクラートについて述べる。

## 発行履歴
クラートはスタン・リーとジャック・カービーによって創造され、1963年9月に『ファンタスティック・フォー』第18号で初登場した。
最初にスーパー・スクラルとして登場した彼は、ファンタスティック・フォーの敵としてよく知られており、スーパーヴィランやアンチヒーローとして描かれており、テレビ、ビデオゲーム、小説にも出演している。
もう一人のスーパー・スクラルとして登場したシビル（S'byll）は、スティーヴ・イングルハートとジョー・スタトンによって創造され、1988年4月に『シルバーサーファー』 vol.3第13号で初登場を果たした。

## キャラクター経歴
クラート・ザ・スーパー・スクラルは、ギャラクタスによって破壊されたターナックス IVの軍隊で改造された兵士であり、惑星“ザラグズナ”のスクラル伯爵夫人と結婚し、息子のサーノグと娘のジャジンダを持った。しかしクラートは、その任のために家族から遠ざけられ、敗北を積み重ねるとザラグズナから追放され、妻や息子に会うことを許されなかった。
スクラル皇帝のドレク7世がスクラル帝国の地球侵攻を阻止した“ファンタスティック・フォー”に反撃する方法を考案すると、クラートがスクラル帝国の侵略への新しい道を開くために地球に送られた。
ファンタスティック・フォーと対決したクラートは彼らを圧倒し、撤退を強いらせた。だが、リード・リチャーズ/ミスター・ファンタスティックにクラートの力がスクラルの故郷からのエネルギービームによって増強されていると見抜かれると、スー・ストーム/インビジブル・ウーマンによってビームをブロックされ、クラートは力を奪われて敗北。ジョニー・ストーム/ヒューマン・トーチによってクレーターに追いやられた。
力を回復して無敵となったクラートは、ニューヨークに渡ってフランクリン・ストームを拉致し、ファンタスティック・フォーに再戦を挑み、フランクリンを死亡させた。その後、ドクター・ドゥームによって召喚され、他のヴィランらと共にリードとスーの結婚式を攻撃したが、リードにより他のヴィランら共々の記憶を消去された。それからクラートは度々地球へ送り返され、彼はソーや、“クリー”のヒーローであるマー＝ベル/キャプテン・マーベルとの戦いを経て、“クリー・スクラル・ウォー”では“アベンジャーズ”を解散させ、マー＝ベル、ワンダ・マキシモフ/スカーレット・ウィッチ、ピエトロ・マキシモフ/クイックシルバーを拉致した。だが戦争が休戦すると、クラートはサノスに付き、彼の“コズミック・キューブ”探索を支援して、リック・ジョーンズを捕獲しようとした末にマー＝ベルやシングと再戦した。しかし、マー＝ベルによってサノス共々返り討ちとなった。そしてピーター・パーカー/スパイダーマン、ヒューマン・トーチ、ミズ・マーベルとの小競り合いにおいてクラートはヴァン・アレン帯に閉じ込められた。
だがカナダの研究チームのミスにより深宇宙から引き戻されたクラートは、ウォルター・ラングコフスキー/サスカッチを除く研究チームのメンバーを殺害し、ヴァン・アレン帯の影響で癌を患ったことに気付いた。そしてサスカッチにも勝利したものの、彼に騙されたクラートは、深宇宙に送り返されてしまった。後にシルバーサーファーによって解放されたクラートは、自身の癌が寛解していることを発見した。
魔術師マスター・カーンによって癌を治癒されたクラートだったが、カーンの洗脳を受け、自分は超人的な力と末期疾患を持つ12歳の少年“ボビー・ライト”であると思い込まされた。ボビー（クラート）はその力を以て“キャプテン・ヒーロー”を自称し、ダニー・ランド/アイアンフィストとルーカス・ケイジ/パワーマンに挑み、ランドの命を奪った。
スクラル帝国が混乱に陥ると、クラートは地球に潜伏し、後にファンタスティック・フォーを攻撃。それから彼はスクラル帝国との接触を再開するとクラートは、“ヤング・アベンジャーズ”のメンバーであり、スクラル人の遺産を持つハルクリングが地球に居られなくなりそうになったことを知ると彼を保護する一環で、自身がハルクリングに擬態して、スクラルとクリーをスパイする目的で宇宙に戻った。
“アナイアレーション・ウォー”の間、クラートは息子がいたスクラルの世界に到達する前にアニヒラスの力に圧倒され、軍艦“ハーヴェスター・オブ・ソロー”を捨て身で破壊したが、息子を救うことができなかった。重傷を負ったクラートは、彼の恋人になる“ネガティヴ・ゾーン”のアンドロイド、プラクサゴラと出会い。その体を回復させ、復活した。クラートはロナン・ジ・アキューザーとザク・デルに加わり、ファランクスの侵略からクリーの故郷の世界を取り戻した。だがその間、プラクサゴラがウルトロンに殺されてしまった。
『シークレット・インベージョン』においてクラートは、リチャード・ライダー/ノヴァを助けた。
クラートは“ラフト”の囚人として、原因不明のまま捕縛されていたこともあった。
『インフィニティ』において、クラートは“ギャラクティック・カウンシル”のメンバーとして登場し、戦争におけるアベンジャーズの努力に報いるために同盟軍に同行して、サノスの占領から地球を解放した。ビルダーズとの戦争に勝利した後、エイリアン種族が惑星“ターナックスII”に定住すると同時に、クラートは生まれ変わったスクラル帝国の皇帝に戴冠した。
『Return to Planet Hulk』において、アマデウス・チョがウォーロードと戦っている惑星“サカール”に到着したクラートは、スクラル帝国にかつての栄光を取り戻す目的でタイム・ジェムを発掘した。
『インフィニティ・ウォー』では、スティーヴン・ストレンジ/ドクター・ストレンジがスクラルの魔術師マウントノックスからタイム・ジェムを奪取し、それを使って時間をループさせ、クラートを倒すために自らの分身を複数生み出した。

## パワー・スキル
クラートはスクラル特有のシェイプシフトと、アイコンタクトによる催眠能力を保持するだけでなく、最大の特徴は、改造によってベン・グリム/シングのパワー、ジョニー・ストーム/ヒューマン・トーチの飛行能力とパイロキネティック能力、スー・ストーム/インビジブル・ウーマンの不可視と力場の制御、リード・リチャーズ/ミスター・ファンタスティックの身体の伸長能力という、ファンタスティック・フォーのメンバー全員と同等の超能力を持ち、しかもその全ての能力がヒーローたちのものを上回っていることに加えて複合使用までできることである。彼はまた、高度な訓練を受けた戦闘員且つ有能な宇宙船パイロットでもある。

## その他のスーパー・スクラル
- クンナー：マー=ベルに擬態したスーパー・スクラル。
- シビル：スクラル皇后。第二次クリー/スクラル戦争でスーパー・スクラルになり、クラートとシルバーサーファーと共闘した[30][31]。
- シリ：エレクトラとゴーストライダーの能力を持つ女性のスーパースクラル。エレクトラと成り替わろうとするが、戦闘で戦死した[32]。

## その他のバージョン

### Earth-6309
スクラルの“コロニー・UK7”の領主であり、“キャプテン・ブリテン・コープス”のメンバーであるクラートが登場する。

### 『ヒーローズ・リボーン』
フランクリン・リチャーズによって創造された『ヒーローズ・リボーン』におけるクラートは、ワイアット・ウイングフットに擬態してドゥームを騙すと、シルバーサーファーを捕獲し、ギャラクタスの力を盗んだが、ファンタスティック・フォーにシルバーサーファーを解放されると、倒された。

### 『マーベル・ゾンビーズ』
『マーベル・ゾンビーズシリーズ』においては、ゾンビ化したスーパー・スクラルがスパイダーマンに倒されるも、彼を感染させた。『マーベル・ゾンビーズ・リターン』には、ゾンビ化した別のスーパー・スクラルが登場し、ゾンビ化したスパイダーマンとゾンビ化したニュー・アベンジャーズと戦い、ジェームズ・ローズ/アイアンマンに殺された。

### 『Professor W's X-Men』
『Exiles』においてスーパー・スクラルは、ローグに殺されてその力を奪われた。だが彼の能力、超大国、暗い人格特性までも、ローグに残ることとなった。

### 『アルティメット・マーベル』
『アルティメット・マーベル』においてクラートは、スクラル皇帝であり、現存する最古のスクラルとして登場する。ファンタスティック・フォーが彼らに力を与えた事故を元に戻そうとした際に創造されたタイムラインでは、テレポーテーション実験により、地球の技術を使用して征服を進めることを計画したと同時に、超人の力を複製できるスーツを着ているにもかかわらず、唯一複製できなかったベン・グリムに敗れた。

### 『Marvel Mangaverse』
『Marvel Mangaverse』においては、 クリーガという名前のスーパー・スクラルが登場した。

### 『スコードロン・スプリーム』
クラートと同じ力を持つ スカイマックスが“スコードロン・スプリーム”のメンバーとして登場した。

### 『Venomized』
『Venomized』第5号に、ポイズン・スーパー・スクラルが登場した。

## MCU版
マーベル・シネマティック・ユニバース（MCU）では、“スーパースクラル人（Super-Skrulls）”として登場する。
同作品群においては、一部のスクラル人がさまざまな超人ヒーローやヴィランの遺伝子サンプルを身体に取り込んで強化された存在として設定されている。現在のところガイアとグラヴィクがこれに該当する。
ガイア（G'iah）
演 - オーデン・L・オプハルス（幼少期）、エミリア・クラーク（現代）
日本語吹替 - 加藤有生子
グラヴィク（Gravik）
演 - キングズリー・ベン＝アディル、ルーカス・パーソード（少年期）
日本語吹替 - 笠間淳
スクラル反乱軍のリーダー。

## その他のメディア

### テレビアニメ
- 『マーベル・スーパーヒーローズ』においては、トム・ハーヴェイがスーパースクラルを演じた[42]
- 『宇宙忍者ゴームズ』においてはマーヴィン・ミラーが声を当てた[42]。
- 『ファンタスティック・フォー』においては、ニール・ロスならびにジェス・ハーネルが声を当てた[42]。

### コンピュータゲーム
対戦型格闘ゲーム『MARVEL VS. CAPCOM 3 Fate of Two Worlds』においてはプレイアブルキャラクターの一人として登場しており、バージョンアップ版『ULTIMATE MARVEL VS. CAPCOM 3』でも引き続き登場している。いずれの作品においてもチャーリー・アドラーが声を当てている。

### 参考
1. ↑  DeFalco, Tom; Sanderson, Peter; Brevoort, Tom; Teitelbaum, Michael; Wallace, Daniel; Darling, Andrew; Forbeck, Matt; Cowsill, Alan et al. (2019). The Marvel Encyclopedia. DK Publishing. p. 365. ISBN 978-1-4654-7890-0
2. ↑  She-Hulk vol. 2 #33. Marvel Comics.
3. 1 2  Annihilation: Super-Skrull #1-4 (2006). Marvel Comics.
4. ↑  Rovin, Jeff (1987). The Encyclopedia of Super-Villains. New York: Facts on File. p. 333. ISBN 0-8160-1356-X
5. ↑  Fantastic Four #18 (Sep. 1963). Marvel Comics.
6. ↑  Fantastic Four #32. Marvel Comics.
7. ↑  Fantastic Four Annual #3. Marvel Comics.
8. ↑  Thor #142 (Jul. 1967). Marvel Comics.
9. ↑  Captain Marvel #2-3 (Jun.-Jul. 1968). Marvel Comics.
10. ↑  The Avengers #89-97 (Jun. 1971-Mar. 1972). Marvel Comics.
11. ↑  Captain Marvel #25-33 (Nov. 1970-Apr. 1971). Marvel Comics.
12. ↑  Marvel Team-Up #62 (Oct. 1977). Marvel Comics.
13. ↑  Alpha Flight #9-10 (Apr.-May 1984). Marvel Comics.
14. ↑  Silver Surfer #25-31 (Jul.-Dec. (last two issues in one month) 1989). Marvel Comics.
15. ↑  Namor the Sub-Mariner #25. Marvel Comics.
16. ↑  Namor the Sub-Mariner #15-18 (Jun.-Sep. 1991). Marvel Comics.
17. ↑  Young Avengers #9-12 (2005). Marvel Comics.
18. ↑  Annihilation #2 (2006). Marvel Comics.
19. ↑  Annihilation: Conquest: Wraith #1-4 (Jul-Oct 2007). Marvel Comics.
20. ↑  Annihilation: Conquest #6. Marvel Comics.
21. ↑  Nova vol. 4, #16 (Oct. 2008). Marvel Comics.
22. ↑  Thunderbolts #156 (Apr. 2011). Marvel Comics.
23. ↑  Infinity #3. Marvel Comics.
24. ↑  Avengers vol. 5 #22. Marvel Comics.
25. ↑  Infinity #6. Marvel Comics.
26. ↑  The Incredible Hulk vol. 2 #713. Marvel Comics.
27. ↑  Doctor Strange vol. 5 #3. Marvel Comics.
28. ↑  “マーベル・ユニバースにおける重要種族「スクラル」と「クリー」の秘密に迫る!!｜ShoPro Books”. note（ノート） (2023年10月18日). 2024年4月1日閲覧。
29. ↑  Official Handbook of the Marvel Universe A-Z vol. 1 #11 (December 2009)
30. ↑  Silver Surfer vol. 3 #13. Marvel Comics.
31. ↑  Silver Surfer vol. 3 #25–31. Marvel Comics.
32. ↑  The New Avengers vol. 1 #27. Marvel Comics.
33. ↑  Excalibur #49. Marvel Comics.
34. ↑  Fantastic Four: Heroes Reborn vol. 2 #1 - 13. Marvel Comics.
35. ↑  Marvel Zombies #5 of 5 (July, 2006). Marvel Comics.
36. ↑  Marvel Zombies Return #5
37. ↑  Exiles #42. Marvel Comics.
38. ↑  Ultimate Fantastic Four #27-#29. Marvel Comics.
39. ↑  Marvel Mangaverse #2-3
40. ↑  Squadron Supreme: New World Order (1998). Marvel Comics.
41. ↑  Venomverse #5. Marvel Comics.
42. 1 2 3 4  “Super Skrull Voices (Fantastic Four)”. 2023年10月16日閲覧。
43. ↑  “4人の新キャラが『MARVEL VS. CAPCOM 3』に登場！ 新作動画3本を一挙公開”. 電撃オンライン (2010年7月22日). 2024年3月15日閲覧。
44. ↑  “PS3/Xbox 360版の店頭先着特典も明らかに――PS Vita向け「ULTIMATE MARVEL VS. CAPCOM 3」価格発表”. ねとらぼ (2011年10月7日). 2024年3月15日閲覧。